# Vostok 5
Vostok 5 (rusko Восток-5, Vzhod 5) je bil del sovjetskega vesoljskega programa Vostok. Kakor Vostok 3 in 4 sta bila Vostok 5 in 6 skupni odpravi. Najprej so dva dni prej izstrelili Vostok 5, za njim pa še Vostok 6, s Tereškovo na krovu. Kapsuli sta se približali druga drugi.
Vostok 5 so izstrelili 14. junija 1963 in je ponesel edinega kozmonavta Valerija Fjodoroviča Bikovskega. Izvirno so načrtovali, da bo Bikovski v krožnici osem dni. Zaradi močne Sončeve aktivnosti so morali njegov polet skrajšati za tri dni.
Odprava je potekala brez težav. Edina težava se je pokazala pri povratku, kjer se, podobno kot pri Voshodu 1 in 2, povratna kapsula ni hotela nemoteno ločiti od oskrbovalne.
Prvi nadomestni kozmonavt odprave je bil Boris Valentinovič Volinov, drugi nadomestni pa Aleksej Arhipovič Leonov.
Povratno kapsulo je razstavljena v muzeju Ciolkovskega v Kalugi.
| Predhodna odprava: Vostok 4 | Program Vostok | Naslednja odprava: Vostok 6 |